# تشکیلات موازی
تشکیلات موازی ششمین آلبوم گروه کیوسک شامل ده آهنگ است که در اول فوریهٔ سال ۲۰۱۳ منتشر شد. این آلبوم نیز در ادامهٔ آلبوم‌های قبلی، به سبک راک ایرانی با ریشه‌هایی از بلوز و جاز، بیشتر رنگ و زمینه‌ای انتقادی از وضعیت اجتماعی و سیاسی سهٔ دهه اخیر ایران بین سال‌های ۱۳۶۰ تا ۱۳۹۰ دارد. مانند پنج آلبوم قبل، لیریک آهنگ‌ها، خوانندهٔ اصلی آلبوم و آهنگسازی کارها با آرش سبحانی بوده‌است. (به جز آهنگ ششم (Broken Bicycles)).

## آهنگ‌ها
1. روزهای کوتاه
2. ممنوعه
3. وردار بیار
4. فصل
5. اونو ندیدی
6. Broken Bicycles
7. رهایی
8. متهم
9. تشکیلات موازی
10. تو که نیستی